# Francesco Graziani (baríton)
Francesco Graziani (Fermo, Marques, 26 d'abril de 1828 - Fermo, 30 de juny de 1901) fou un baríton i professor de cant italià. Graziani ha estat anomenat el primer baríton modern perquè els seus atributs vocals estaven ben adaptats a les noves peces operístiques compostes per Giuseppe Verdi, amb el qual va treballar.